# Grottes du Cango

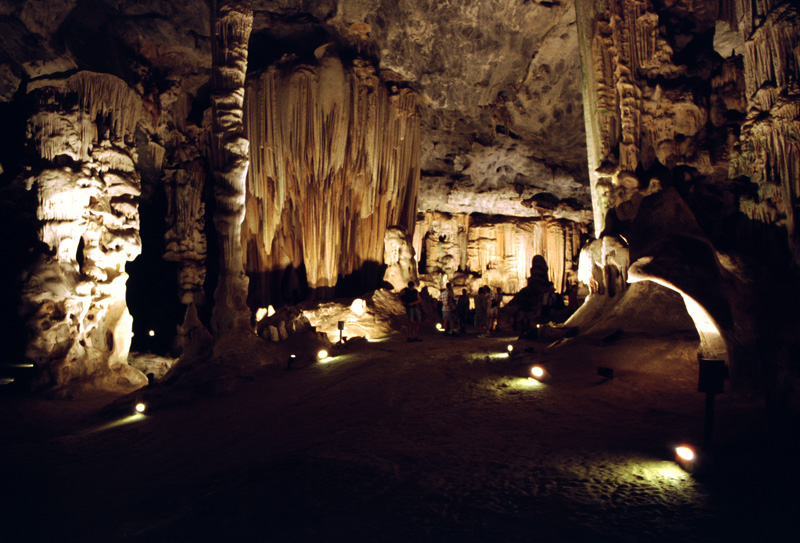
Salle concrétionnée dans les grottes du Cango.

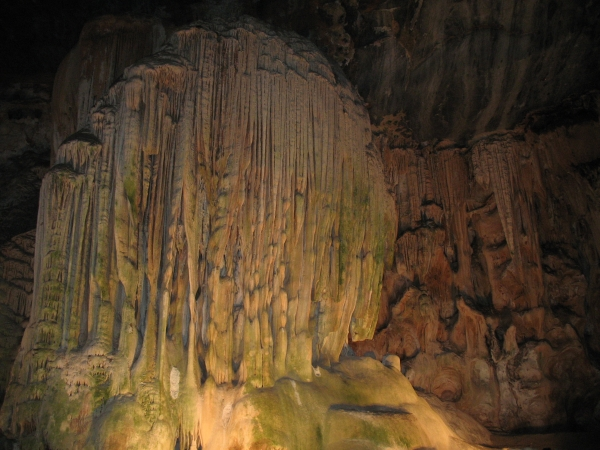
Une concrétion dans les grottes du Cango.

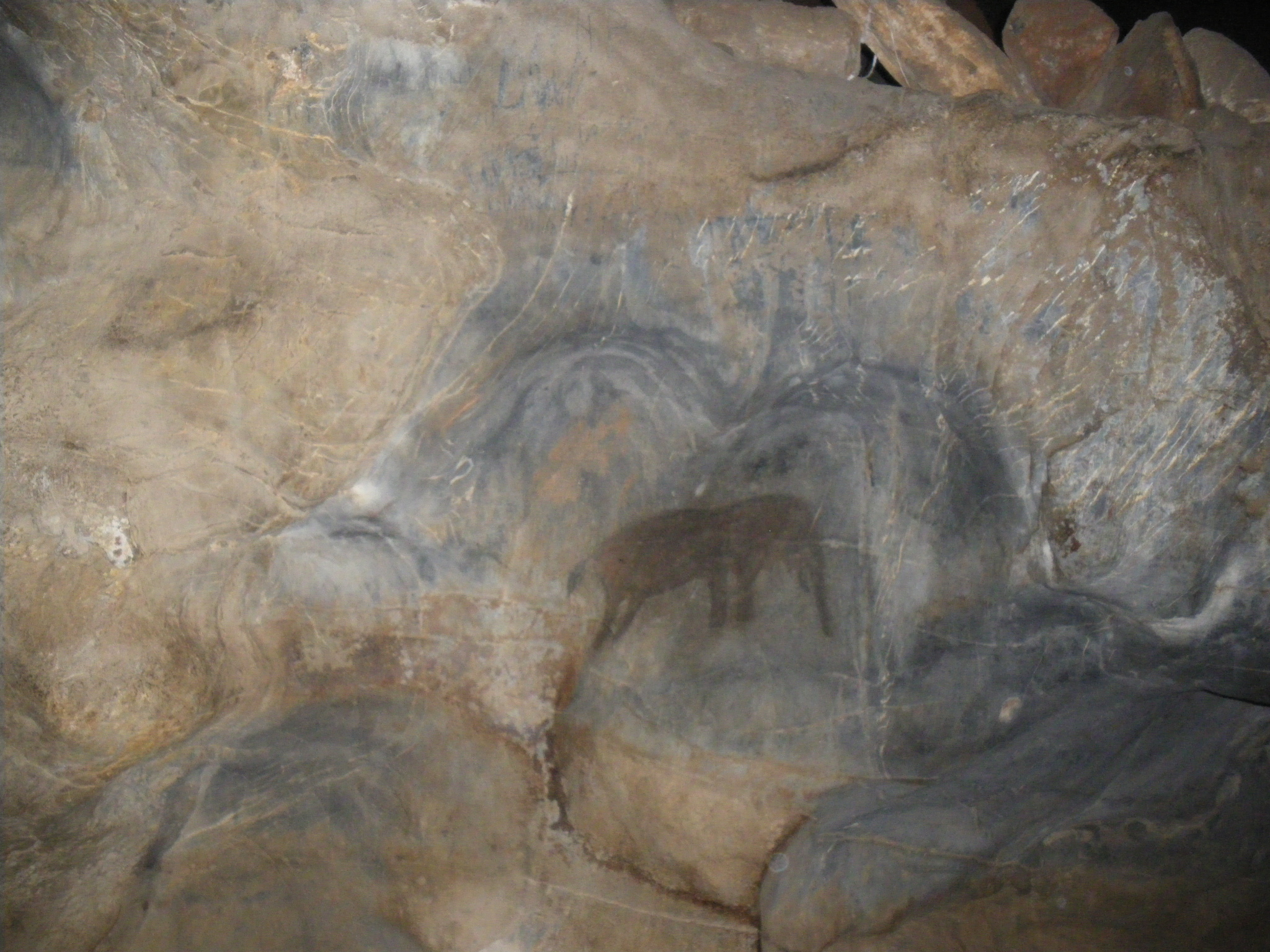
Représentation préhistorique peinte d'un éléphant à l'entrée des grottes.

Les grottes du Cango (anglais : Cango Caves) sont situées dans le massif calcaire précambrien se trouvant au pied du versant sud des montagnes du Swartberg, à proximité de la ville d'Oudtshoorn, dans la province du Cap occidental en Afrique du Sud. La grotte principale est l'une des plus belles d'Afrique du Sud, attirant des touristes de tout le pays et de l'étranger. Bien que son système de galeries compte plus de quatre kilomètres, seul environ un quart de celui-ci est ouvert au public, qui ne peut pénétrer que par petits groupes accompagnés d'un guide. Les visites sont organisées à intervalles réguliers les jours d'ouverture ; le Standard Tour prend environ une heure, tandis que l'Adventure Tour dure environ une heure et demie. L'Adventure Tour comprend notamment un parcours empruntant des passages étroits, et des escalades ardues avec une faible lumière. La grotte comprend diverses salles d'importance, garnies de nombreuses concrétions. Le passage le plus étroit accessible n'est large que d'une trentaine de centimètres.  
Les grottes sont considérées comme faisant partie de l'itinéraire touristique de la Route des Jardins. Elle doivent leur nom à la rivière Cango, prenant sa source à proximité.

## Histoire
Le professeur A.J.H. Goodwin (Université du Cap), archéologue, entreprit une exploration systématique des grottes à partir de 1930. Divers agencements de pierres et des peintures indiquent notamment que des hommes ont habité l'entrée des grottes pendant une longue période au Mésolithique et au Néolithique.
Les grottes furent redécouvertes en 1780 par un fermier des environs, appelé Van Zyl. La salle qu'il découvrit en premier est nommée en son honneur (Van Zyl Hall, d'une longueur équivalente à celle d'un terrain de football).
Une seconde salle fut découverte en 1792. Les grottes connurent alors une certaine renommée et furent régulièrement visitées.

### Les légendes des grottes
Johnny van Wassenaer, qui fut le premier guide officiel des grottes, aurait marché 29 heures pour identifier l'extrémité des grottes en 1898. Il estima avoir marché 25 kilomètres et descendu 275 mètres depuis l'entrée. Il aurait suivi une rivière souterraine. Il n'a jusqu'à présent été trouvé aucun passage correspondant à cette description.

## Études et explorations
La première expédition d'exploration fut effectuée en 1897, cartographiant vingt-six salles. En 1956, la South African Spelaeological Association fut désignée pour établir une cartographie exhaustive des grottes du Cango, et rechercha d'éventuelles autres entrées. 
Ces recherches indiquèrent que les grottes avaient une longueur de 775 mètres, et qu'il n'y avait pas de dénivelé de plus de 16 mètres. Ce réseau est généralement dénommé « Cango I ».  Le point le plus proche de la surface se trouve au sommet de la salle Devil's Kitchen, à 52,6 mètres de la surface.  
En 1972, James Craig-Smith, Luther Terblanche et Dart Ruiters élargirent un passage obstrué et découvrirent ce qui sera désormais connu sous le nom de « Cango II », qui s'étend 270 mètres au-delà de la Devil’s Kitchen. À la fin de Cango II se trouvait un puits de 20 mètres de hauteur, conduisant à une salle inondée, dont l'eau coulait vers Cango I.
En août 1975, au cours d'un symposium sur la biologie des grottes, une équipe d'exploration, dirigée par Florus Koper, évacua l'essentiel de l'eau présente et traversa ce qui était auparavant un passage sous l'eau. Cela permit de découvrir encore d'autres salles et grottes, appelées « Cango III », qui ajouta environ 1 000 mètres de longueur aux grottes. La plus importante section est longue de 300 mètres. 
Digby Ellis et Dave Land ajoutérent 290 mètres à Cango III quand ils découvrirent un passage en décembre 1977 ; 90 mètres furent encore ajoutés en juin 1978. Tous ces ajouts furent inventoriés en août 1978 par Dave Land, Charles Maxwell, Brian Russell et Doug Crombie.